# Fenerbahçe Spor Kulübü 2014-2015 (pallavolo maschile)
Questa voce raccoglie le informazioni riguardanti il Fenerbahçe Spor Kulübü nella stagione 2014-2015.

## Organigramma societario
Area direttiva
- Presidente: Aziz Yıldırım

Area tecnica
- Allenatore: Daniel Castellani
- Secondo allenatore: Fabián Muraco
- Statistico: Serhat Özyağmur
- Preparatore atletico: Eduardo Romero

## Rosa
| N° | Nome             | Ruolo | Data di nascita   | Nazionalità sportiva |
| -- | ---------------- | ----- | ----------------- | -------------------- |
| 1  | Burak Hazırol    | L     | 10 marzo 1991     | Turchia              |
| 2  | Halil Dolaşık    | S     | 10 aprile 1996    | Turchia              |
| 3  | Oğuzhan Karasu   | C     | 16 giugno 1995    | Turchia              |
| 4  | Mert Güneş       | S     | 26 agosto 1995    | Turchia              |
| 5  | Erden Çevikel    | P     | 20 ottobre 1992   | Turchia              |
| 6  | Kemal Kayhan     | C     | 2 gennaio 1983    | Turchia              |
| 7  | Wout Wijsmans    | S     | 17 luglio 1977    | Italia               |
| 8  | Marcus Böhme     | C     | 25 agosto 1985    | Germania             |
| 9  | Ediz Fırıncıoğlu | S     | 20 settembre 1993 | Turchia              |
| 10 | Arslan Ekşi      | P     | 17 luglio 1985    | Turchia              |
| 11 | Uğur Güneş       | C     | 11 agosto 1993    | Turchia              |
| 12 | Miloš Nikić      | S     | 31 marzo 1986     | Serbia               |
| 13 | Emin Gök         | C     | 15 febbraio 1988  | Turchia              |
| 14 | Ivan Miljković   | O     | 13 settembre 1979 | Serbia               |
| 15 | Metin Toy        | O     | 3 maggio 1994     | Turchia              |
| 16 | İbrahim Başaran  | C     | 13 luglio 1985    | Turchia              |
| 17 | İzzet Ünver      | S     | 1º gennaio 1992   | Turchia              |
| 18 | Serkan Kılıç     | L     | 31 maggio 1984    | Turchia              |

## Mercato
| Acquisti | Acquisti       | Acquisti     | Acquisti      |
| R.       | Nome           | da           | Modalità      |
| -------- | -------------- | ------------ | ------------- |
| S        | Halil Dolaşık  | giovanili    | definitivo    |
| C        | Oğuzhan Karasu | giovanili    | definitivo    |
| S        | Mert Güneş     | giovanili    | definitivo    |
| P        | Erden Çevikel  | Beşiktaş     | fine prestito |
| S        | Wout Wijsmans  | Beijing      | definitivo    |
| C        | Marcus Böhme   | Unterhaching | definitivo    |
| S        | Miloš Nikić    | Gubernija    | definitivo    |
| S        | İzzet Ünver    | giovanili    | definitivo    |

| Cessioni | Cessioni        | Cessioni           | Cessioni   |
| R.       | Nome            | a                  | Modalità   |
| -------- | --------------- | ------------------ | ---------- |
| S        | Turgay Doğan    | Halkbank           | definitivo |
| P        | Cem Köy         | -                  | definitivo |
| P        | Ceyhun Tendar   | Beşiktaş           | definitivo |
| S        | Leonel Marshall | Arkas              | definitivo |
| S        | Luiz Fonteles   | Funvic             | definitivo |
| S        | Thiago Alves    | Panasonic Panthers | definitivo |

## Risultati

### Voleybol 1. Ligi

#### Regular season

##### Andata
| 1ª giornata - 19 ottobre 2014 Burhan Felek Spor Salonu, Istanbul         | Fenerbahçe           | 3 - 0 | Ziraat Bankası  | 25-20, 25-20, 27-25               |
| 2ª giornata - 26 ottobre 2014 Başkent Voleybol Salonu, Ankara            | Maliye Milli Piyango | 0 - 3 | Fenerbahçe      | 23-25, 17-25, 17-25               |
| 3ª giornata - 29 ottobre 2014 Burhan Felek Spor Salonu, Istanbul         | Fenerbahçe           | 2 - 3 | İstanbul BB     | 25-22, 21-25, 25-20, 16-25, 14-16 |
| 4ª giornata - 1 novembre 2014 Karatas Sahinbey Spor Salonu, Gaziantep    | Şahinbey             | 2 - 3 | Fenerbahçe      | 25-22, 25-23, 17-25, 21-25, 12-15 |
| 5ª giornata - 9 novembre 2014 Burhan Felek Spor Salonu, Istanbul         | Fenerbahçe           | 1 - 3 | Galatasaray     | 23-25, 18-25, 26-24, 22-25        |
| 6ª giornata - 15 novembre 2014 Recep Tayyip Erdoğan Spor Salonu, Erzurum | Palandöken           | 0 - 3 | Fenerbahçe      | 21-25, 19-25, 15-25               |
| 7ª giornata - 23 novembre 2014 Burhan Felek Spor Salonu, Istanbul        | Fenerbahçe           | 0 - 3 | Arkas           | 24-26 21-25 16-25                 |
| 8ª giornata - 30 novembre 2014 BJK Akatlar Arena, Istanbul               | Beşiktaş             | 2 - 3 | Fenerbahçe      | 18-25, 28-26, 25-23, 27-29, 13-15 |
| 9ª giornata - 7 dicembre 2014 Burhan Felek Spor Salonu, Istanbul         | Fenerbahçe           | 3 - 1 | Gümüşhane Torul | 25-15, 25-22, 22-25, 25-17        |
| 10ª giornata - 14 dicembre 2014 Başkent Voleybol Salonu, Ankara          | Halkbank             | 3 - 1 | Fenerbahçe      | 25-17, 25-18, 20-25, 25-22        |
| 11ª giornata - 21 dicembre 2014 İnegöl Kapalı Spor Salonu, İnegöl        | İnegöl               | 0 - 3 | Fenerbahçe      | 18-25, 15-25, 21-25               |

##### Ritorno
| 12ª giornata - 13 gennaio 2015 Başkent Voleybol Salonu, Ankara       | Ziraat Bankası  | 1 - 3 | Fenerbahçe           | 19-25, 22-25, 25-20, 23-25        |
| 13ª giornata - 17 gennaio 2015 Burhan Felek Spor Salonu, Istanbul    | Fenerbahçe      | 3 - 0 | Maliye Milli Piyango | 25-22, 25-19, 27-25               |
| 14ª giornata - 24 gennaio 2015 Burhan Felek Spor Salonu, Istanbul    | İstanbul BB     | 3 - 1 | Fenerbahçe           | 27-25, 18-25, 25-22, 25-17        |
| 15ª giornata - 31 gennaio 2015 Burhan Felek Spor Salonu, Istanbul    | Fenerbahçe      | 2 - 3 | Şahinbey             | 22-25, 19-25, 25-16, 25-22, 12-15 |
| 16ª giornata - 7 febbraio 2015 Burhan Felek Spor Salonu, Istanbul    | Galatasaray     | 3 - 2 | Fenerbahçe           | 25-21, 19-25, 18-25, 25-21, 15-13 |
| 17ª giornata - 14 febbraio 2015 Burhan Felek Spor Salonu, Istanbul   | Fenerbahçe      | 3 - 0 | Palandöken           | 25-21, 25-23, 25-17               |
| 18ª giornata - 21 febbraio 2015 İzmir Atatürk Spor Salonu, Smirne    | Arkas           | 1 - 3 | Fenerbahçe           | 20-25, 25-23, 23-25, 26-28        |
| 19ª giornata - 28 febbraio 2015 Burhan Felek Spor Salonu, Istanbul   | Fenerbahçe      | 3 - 0 | Beşiktaş             | 25-23, 25-18, 25-17               |
| 20ª giornata - 7 marzo 2015 Torul Spor Salonu ve Cim Saha, Gümüşhane | Gümüşhane Torul | 1 - 3 | Fenerbahçe           | 17-25, 25-23, 15-25, 20-25        |
| 21ª giornata - 14 marzo 2015 Burhan Felek Spor Salonu, Istanbul      | Fenerbahçe      | 1 - 3 | Halkbank             | 25-23, 25-19, 25-16               |
| 22ª giornata - 21 marzo 2015 Burhan Felek Spor Salonu, Istanbul      | Fenerbahçe      | 3 - 2 | İnegöl               | 21-25, 25-16, 22-25, 25-18, 15-13 |

#### Play-off scudetto
| Quarti di finale (gara 1) - 3 aprile 2015 Burhan Felek Spor Salonu, Istanbul | Galatasaray | 3 - 1 | Fenerbahçe  | 25-16, 11-25, 25-22, 25-20 |
| Quarti di finale (gara 2) - 6 aprile 2015 Burhan Felek Spor Salonu, Istanbul | Fenerbahçe  | 3 - 0 | Galatasaray | 25-14, 25-14, 26-24        |
| Quarti di finale (gara 3) - 7 aprile 2015 Burhan Felek Spor Salonu, Istanbul | Fenerbahçe  | 1 - 3 | Galatasaray | 28-30, 25-21, 26-28, 17-25 |

#### Play-off 5º posto
| Final four (gara 1) - 18 aprile 2015 İzmir Atatürk Spor Salonu, Smirne      | Fenerbahçe           | 1 - 3 | Beşiktaş             | 23-25, 33-31, 23-25, 21-25        |
| Final four (gara 2) - 19 aprile 2015 İzmir Atatürk Spor Salonu, Smirne      | Maliye Milli Piyango | 2 - 3 | Fenerbahçe           | 25-19, 22-25, 25-22, 23-25, 15-17 |
| Final four (gara 3) - 20 aprile 2015 İzmir Atatürk Spor Salonu, Smirne      | Fenerbahçe           | 1 - 3 | İstanbul BB          | 22-25, 27-25, 19-25, 18-25        |
| Final four (gara 4) - 25 aprile 2015 Cengiz Göllü Kapalı Spor Salonu, Bursa | İstanbul BB          | 3 - 1 | Fenerbahçe           | 27-29, 25-22, 29-27, 25-22        |
| Final four (gara 5) - 26 aprile 2015 Cengiz Göllü Kapalı Spor Salonu, Bursa | Fenerbahçe           | 1 - 3 | Maliye Milli Piyango | 18-25, 11-25, 27-25, 19-25        |
| Final four (gara 6) - 27 aprile 2015 Cengiz Göllü Kapalı Spor Salonu, Bursa | Beşiktaş             | 3 - 0 | Fenerbahçe           | 25-20, 25-21, 25-23               |

### Coppa di Turchia

#### Fase a eliminazione diretta
| Quarti di finale (andata) - 26 novembre 2014 Başkent Voleybol Salonu, Ankara     | Ziraat Bankası | 2 - 3 | Fenerbahçe     | 22-25, 15-25, 25-20, 25-20, 10-15 |
| Quarti di finale (ritorno) - 25 febbraio 2014 Burhan Felek Spor Salonu, Istanbul | Fenerbahçe     | 0 - 3 | Ziraat Bankası | 17-25, 22-25, 21-25               |

### Supercoppa turca

#### Fase a eliminazione diretta
| Finale - 15 ottobre 2014 Mustafa Dağıstanlı SS, Samsun | Halkbank | 3 - 1 | Fenerbahçe | 25-22, 29-31, 25-15, 26-24 |

### Champions League

#### Fase a gironi
| 1ª giornata - 5 novembre 2014 Burhan Felek Spor Salonu, Istanbul | Fenerbahçe | 3 - 2 | Lube       | 25-21, 28-30, 21-25, 25-23, 15-9  |
| 2ª giornata - 18 novembre 2014 Dvorec sporta Kosmos, Belgorod    | Belogor'e  | 3 - 1 | Fenerbahçe | 25-18, 25-16, 22-25, 25-19        |
| 3ª giornata - 3 dicembre 2014 Burhan Felek Spor Salonu, Istanbul | Fenerbahçe | 3 - 2 | Paris      | 23-25, 23-25, 25-22, 25-22, 16-14 |
| 4ª giornata - 17 dicembre 2014 Salle Charléty, Parigi            | Paris      | 3 - 1 | Fenerbahçe | 25-18, 25-23, 23-25, 25-20        |
| 5ª giornata - 20 gennaio 2015 Burhan Felek Spor Salonu, Istanbul | Fenerbahçe | 3 - 1 | Belogor'e  | 25-21, 22-25, 25-23, 25-19        |
| 6ª giornata - 27 gennaio 2015 PalaCivitanova, Civitanova Marche  | Lube       | 3 - 0 | Fenerbahçe | 25-14, 25-15, 25-21               |

### Coppa CEV

#### Fase ad eliminazione diretta
| Challenge round (andata) - 4 marzo 2015 Dvorec sporta Dinamo, Mosca          | Dinamo Mosca | 3 - 0 | Fenerbahçe   | 25-16, 25-19, 25-18               |
| Challenge round (ritorno) - 11 marzo 2015 Burhan Felek Spor Salonu, Istanbul | Fenerbahçe   | 3 - 2 | Dinamo Mosca | 25-22, 27-29, 28-26, 19-25, 16-14 |

## Statistiche

### Statistiche di squadra
| Competizione     | Punti | In casa | In casa | In casa | In trasferta | In trasferta | In trasferta | Totale | Totale | Totale |
| Competizione     | Punti | G       | V       | P       | G            | V            | P            | G      | V      | P      |
| ---------------- | ----- | ------- | ------- | ------- | ------------ | ------------ | ------------ | ------ | ------ | ------ |
| Voleybol 1. Ligi | 44,3  | 13      | 6       | 7       | 12           | 8            | 4            | 31     | 15     | 16     |
| Coppa di Turchia | -     | 1       | 0       | 1       | 1            | 1            | 0            | 2      | 1      | 1      |
| Supercoppa turca | -     | -       | -       | -       | -            | -            | -            | 1      | 0      | 1      |
| Champions League | 7     | 3       | 3       | 0       | 3            | 0            | 3            | 6      | 3      | 3      |
| Coppa CEV        | -     | 1       | 1       | 0       | 1            | 0            | 1            | 2      | 1      | 1      |
| Totale           | -     | 18      | 10      | 8       | 17           | 9            | 8            | 42     | 20     | 22     |

G = partite giocate; V = partite vinte; P = partite perse

### Statistiche dei giocatori
| Giocatore      | Campionato | Campionato | Campionato | Campionato | Campionato | Coppa di Turchia | Coppa di Turchia | Coppa di Turchia | Coppa di Turchia | Coppa di Turchia | Supercoppa turca | Supercoppa turca | Supercoppa turca | Supercoppa turca | Supercoppa turca | Champions League | Champions League | Champions League | Champions League | Champions League | Coppa CEV | Coppa CEV | Coppa CEV | Coppa CEV | Coppa CEV | Totale | Totale | Totale | Totale | Totale |
| Giocatore      | P          | PT         | AV         | MV         | BV         | P                | PT               | AV               | MV               | BV               | P                | PT               | AV               | MV               | BV               | P                | PT               | AV               | MV               | BV               | P         | PT        | AV        | MV        | BV        | P      | PT     | AV     | MV     | BV     |
| -------------- | ---------- | ---------- | ---------- | ---------- | ---------- | ---------------- | ---------------- | ---------------- | ---------------- | ---------------- | ---------------- | ---------------- | ---------------- | ---------------- | ---------------- | ---------------- | ---------------- | ---------------- | ---------------- | ---------------- | --------- | --------- | --------- | --------- | --------- | ------ | ------ | ------ | ------ | ------ |
| İ. Başaran     | 8          | 1          | 0          | 1          | 0          | 0                | 0                | 0                | 0                | 0                | -                | -                | -                | -                | -                | -                | -                | -                | -                | -                | -         | -         | -         | -         | -         | 8      | 1      | 0      | 1      | 0      |
| M. Böhme       | 19         | 174        | 116        | 50         | 8          | 1                | 12               | 11               | 1                | 0                | -                | -                | -                | -                | -                | 6                | 50               | 35               | 13               | 2                | 2         | 15        | 9         | 5         | 1         | 28     | 251    | 171    | 69     | 11     |
| E. Çevikel     | 24         | 34         | 13         | 14         | 7          | 2                | 0                | 0                | 0                | 0                | 0                | 0                | 0                | 0                | 0                | 6                | 1                | 0                | 0                | 1                | 2         | 2         | 1         | 1         | 0         | 34     | 37     | 14     | 15     | 8      |
| H. Dolaşık     | 1          | 1          | 1          | 0          | 0          | -                | -                | -                | -                | -                | -                | -                | -                | -                | -                | -                | -                | -                | -                | -                | -         | -         | -         | -         | -         | 1      | 1      | 1      | 0      | 0      |
| A. Ekşi        | 22         | 85         | 38         | 23         | 24         | 2                | 7                | 4                | 1                | 2                | 1                | 2                | 2                | 0                | 0                | 5                | 12               | 6                | 3                | 3                | 2         | 2         | 0         | 2         | 0         | 32     | 108    | 50     | 29     | 29     |
| E. Fırıncıoğlu | 12         | 57         | 41         | 14         | 2          | 1                | 2                | 2                | 0                | 0                | 0                | 0                | 0                | 0                | 0                | 1                | 4                | 4                | 0                | 0                | 2         | 3         | 3         | 0         | 0         | 16     | 66     | 50     | 14     | 2      |
| E. Gök         | 23         | 90         | 44         | 32         | 14         | 2                | 11               | 5                | 6                | 0                | 1                | 5                | 3                | 1                | 1                | 0                | 0                | 0                | 0                | 0                | 2         | 0         | 0         | 0         | 0         | 28     | 106    | 52     | 39     | 15     |
| M. Güneş       | 0          | 0          | 0          | 0          | 0          | 0                | 0                | 0                | 0                | 0                | -                | -                | -                | -                | -                | -                | -                | -                | -                | -                | -         | -         | -         | -         | -         | 0      | 0      | 0      | 0      | 0      |
| U. Güneş       | 7          | 33         | 19         | 6          | 8          | 0                | 0                | 0                | 0                | 0                | 0                | 0                | 0                | 0                | 0                | 0                | 0                | 0                | 0                | 0                | -         | -         | -         | -         | -         | 7      | 33     | 19     | 6      | 8      |
| B. Hazırol     | 26         | 0          | 0          | 0          | 0          | 2                | 0                | 0                | 0                | 0                | 1                | 0                | 0                | 0                | 0                | 5                | 0                | 0                | 0                | 0                | 1         | 0         | 0         | 0         | 0         | 35     | 0      | 0      | 0      | 0      |
| O. Karasu      | 0          | 0          | 0          | 0          | 0          | 0                | 0                | 0                | 0                | 0                | 0                | 0                | 0                | 0                | 0                | -                | -                | -                | -                | -                | -         | -         | -         | -         | -         | 0      | 0      | 0      | 0      | 0      |
| K. Kayhan      | 25         | 182        | 102        | 64         | 16         | 2                | 11               | 5                | 6                | 0                | 1                | 7                | 4                | 3                | 0                | 6                | 53               | 30               | 20               | 3                | 2         | 16        | 15        | 1         | 0         | 36     | 269    | 156    | 94     | 19     |
| S. Kılıç       | 24         | 1          | 0          | 1          | 0          | 1                | 0                | 0                | 0                | 0                | 1                | 0                | 0                | 0                | 0                | 5                | 1                | 0                | 1                | 0                | 1         | 0         | 0         | 0         | 0         | 32     | 2      | 0      | 2      | 0      |
| I. Miljković   | 23         | 427        | 377        | 24         | 26         | 1                | 21               | 21               | 0                | 0                | 1                | 18               | 17               | 0                | 1                | 5                | 112              | 102              | 4                | 6                | 2         | 34        | 32        | 1         | 1         | 32     | 612    | 549    | 29     | 34     |
| M. Nikić       | 24         | 272        | 219        | 34         | 19         | 1                | 20               | 18               | 2                | 0                | 1                | 14               | 12               | 2                | 0                | 5                | 75               | 67               | 4                | 4                | 1         | 6         | 6         | 0         | 0         | 32     | 387    | 322    | 42     | 23     |
| M. Toy         | 19         | 214        | 179        | 15         | 20         | 1                | 3                | 3                | 0                | 0                | 1                | 3                | 2                | 1                | 0                | 3                | 6                | 5                | 0                | 1                | 1         | 2         | 1         | 1         | 0         | 25     | 228    | 190    | 17     | 21     |
| İ. Ünver       | 21         | 95         | 77         | 12         | 6          | 2                | 7                | 7                | 0                | 0                | 1                | 0                | 0                | 0                | 0                | 4                | 15               | 13               | 1                | 1                | 2         | 3         | 2         | 1         | 0         | 30     | 120    | 99     | 14     | 7      |
| W. Wijsmans    | 20         | 279        | 222        | 35         | 22         | 2                | 19               | 15               | 2                | 2                | 1                | 11               | 8                | 1                | 2                | 5                | 57               | 46               | 7                | 4                | 2         | 26        | 23        | 2         | 1         | 30     | 392    | 314    | 47     | 31     |

P = presenze; PT = punti totali; AV = attacchi vincenti; MV = muri vincenti; BV = battute vincenti